# Иваньков (Черкасская область)
Иваньков (укр. Іваньків) — село в Каневском районе Черкасской области Украины.
Население по переписи 2001 года составляло 120 человек. Занимает площадь 1,35 км². Почтовый индекс — 19011. Телефонный код — 4736.

## Местный совет
19011, Черкасская обл., Каневский р-н, с. Пшеничники, ул. Колхозная, 4